# Суринам (колония)
Суринам был колонией Нидерландов в Гвиане. Граничил с также голландской колонией Бербис на западе и с Французской Гвианой на востоке. Суринам стал нидерландской колонией 26 февраля 1667 года, когда голландские войска в ходе Второй англо-голландской войны захватили территории англичан. 15 декабря 1954 года Суринам стал непосредственно составной частью Королевства Нидерландов. Статус-кво голландского суверенитета над Суринамом и английского суверенитета над Новой Голландией, завоёванных Англией и Нидерландами друг у друга в 1664 году, подтверждён в Бредском соглашении 31 июля 1667 г., и в Вестминстерском договоре в 1674 г.
После завоевания Британией в 1814 году других голландских колоний в Гвиане (Бербис, Эссекибо, Демерара и Померун), оставшийся под голландским управлением Суринам часто называли Голландской Гвианой, в особенности после 1831 г., когда англичане объединили Бербис, Эссекибо и Демерару в колонию Британская Гвиана. Как термин «Нидерландская Гвиана» был использован в XVII и XVIII вв. для обозначения всех голландских колоний в Гвиане.

## История

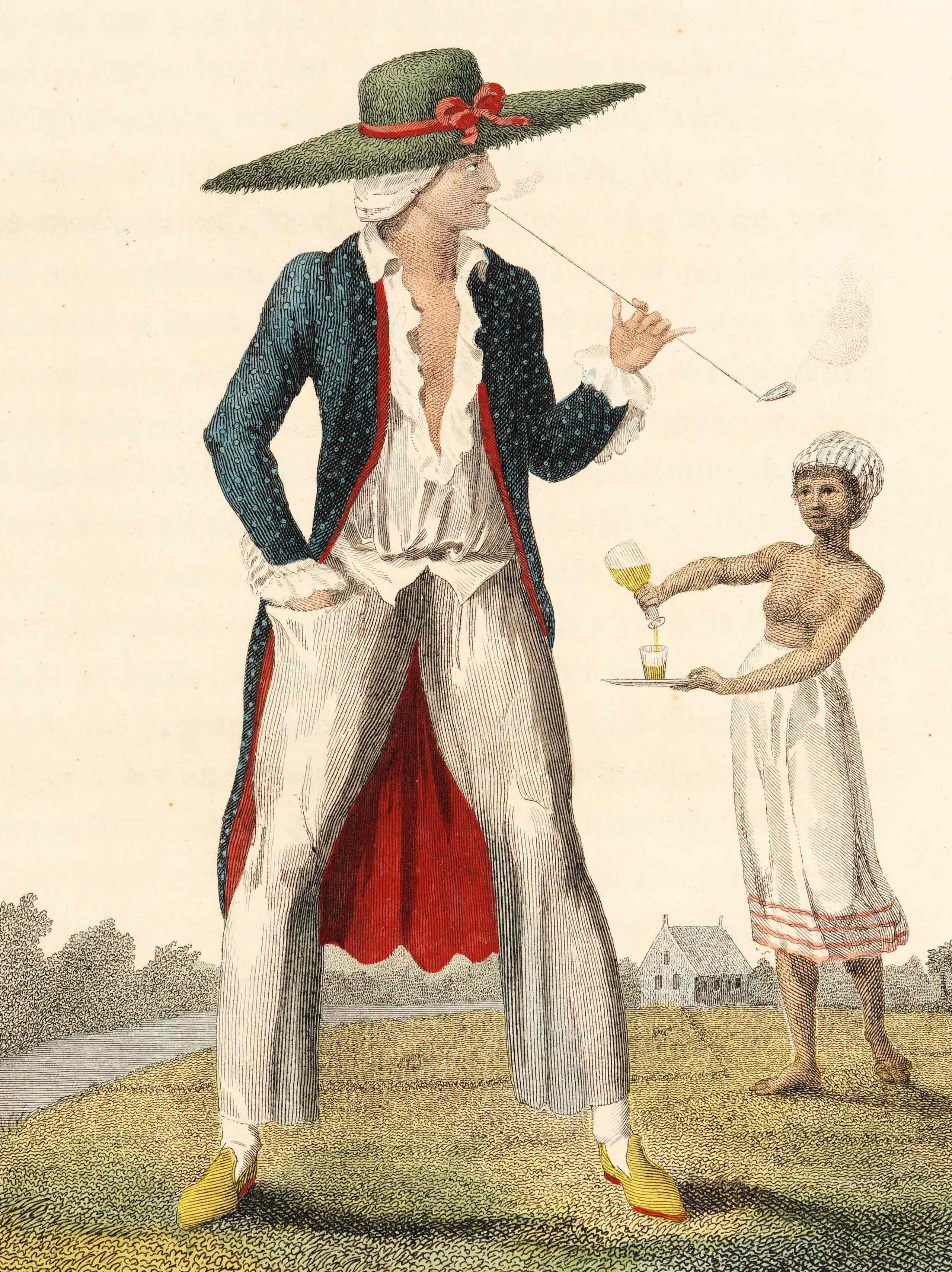
Изображение хозяина голландской плантации и его раба авторства Уильяма Блейка в книге Джона Стедмана. Впервые опубликовано в 1792—1794 гг.

Колонизация Суринама отмечена рабством. Плантации опирались на рабочую силу, в основном поставлявшуюся Голландской Вест-Индской компанией со своей фактории в Западной Африке. Сахар, хлопок и индиго были основными товарами, вывозимые из колонии в Нидерланды до начала 18 века, пока кофе не стал самым важным продуктом экспорта из Суринама. Крах Амстердамской фондовой биржи 1773 года нанёс сильный удар по экономике плантаций; ситуация усугубилась после британской отмены работорговли в 1807 году. Эта отмена была одобрена Вильгельмом I Нидерландским, подписавшим королевский указ в 1814 г. и заключившим Англо-голландской работорговый договор в 1818 г. Многие плантации обанкротились вследствие запрета на куплю-продажу рабов. Многие плантации объединились для увеличения качества труда.

### Отмена рабства
Рабство было окончательно отменено в 1863 году, хотя рабы были освобождены только после десятилетнего переходного периода, в 1873 году. Это привело к иммиграции подневольных рабочих из Британской Индии, после того, как соответствующий договор был подписан между Нидерландами и Соединённым Королевством в 1870 году. Помимо иммигрантов из Британской Индии, яванские рабочие из Голландской Ост-Индии были также законтрактованы, чтобы работать на плантациях Суринама.

## Голландская Гвиана
Хотя колония всегда была официально известна как Суринам (Surinam/Suriname) и на нидерландском, и на английском языках, она часто неофициально и полуофициально называлась Голландская Гвиана (нидерл. Nederlands Guiana) в XIX и XX вв., по аналогии с Британской Гвианой и Французской Гвианой. Использование этого термина для Суринама проблематично, впрочем, исторически Суринам был одним из многих голландских колоний в Гвиане, наряду с Бербисом, Эссекибо, Демерарой и Померуном, которые после перехода под корону Великобритании в 1814 г. были объединены в Британскую Гвиану в 1831 г. До 1814 года термин Голландская Гвиана описывал не особое политическое образование, а все колонии Нидерландов вместе взятые. Если именование губернаторов Суринама после 1814 года губернаторами Голландской Гвианы правдоподобно, то же самое в отношении губернаторов колонии до 1814 г. считается ошибкой, так как это подразумевает, что они имели юрисдикцию над другими голландскими владениями в Гвиане, которые таковыми не являлись.